# Zoe Bäckstedt
Zoe Jane Bäckstedt (født 24. september 2004 i Pontyclun) er en cykelrytter fra Wales, der er på kontrakt hos Canyon//SRAM zondacrypto.